# Lilla Rätö
Lilla Rätö är en ö i fjärden Gudingen, Loftahammars socken, Västerviks kommun. Ön har en yta på 1,72 kvadratkilometer.
Jordbruk har bedrivits på Lilla Rätö under hundratals år. Vid mitten av 1800-talet lydde 52 mindre öar under hemmanet på Rätö. Efter andra världskriget bar sig jordbruket allt sämre och i stället satsades på brytning av fältspat för användning som flussmedel vid glastillverkning. Efter omkring tio år var fältspaten slut och brytningen upphörde. Därefter styckades ön på 1960-talet upp till sommarstugutomter samtidigt som gården satsade på tillverkning av byggnadsmateriel för sommarstugor vid ett eget sågverk. Till slut hade omkring 200 sommarstugor byggts. Från 1970-talet saknade ön bofast befolkning men under 2000-talet har återflyttning skett, 2012 fanns en bofast person på ön.